# Guíbkino
Guíbkino (en rus: Гибкино) és un poble de l'óblast de Tula, a Rússia, segons el cens del 2010 tenia 21 habitants.